# Những nhà lãnh đạo trong Chiến tranh Việt Nam
Dưới đây là những nhà lãnh đạo cùng những nhân vật chính trị và quân sự quan trọng trong Chiến tranh Việt Nam từ năm 1954 đến năm 1975.

## Lực lượngKhối XHCN

### Chính trị
- Hồ Chí Minh là Chủ tịch Đảng Lao động Việt Nam, thủ tướng chính phủ từ năm 1946 đến 1955 và là chủ tịch nước từ năm 1945 cho đến khi ông qua đời năm 1969 tại Việt Nam Dân chủ Cộng hòa (Bắc Việt Nam).
- Lê Duẩn là Tổng Bí thư của Đảng Cộng sản Việt Nam từ 1960 đến 1986.
- Tôn Đức Thắng là chủ tịch nước thứ hai và cuối cùng của Việt Nam Dân chủ Cộng hòa và là chủ tịch nước đầu tiên của nước Cộng hòa Xã hội Chủ nghĩa Việt Nam.
- Phạm Văn Đồng là Thủ tướng Việt Nam Dân chủ Cộng hòa từ 1955 đến 1976.
- Lê Đức Thọ là một chính trị gia Việt Nam, với tư cách là đại diện của Việt Nam Dân chủ Cộng hòa đàm phán tại Hiệp định Hòa bình Paris.
- Trường Chinh được xếp vào top 3 nhân vật của Bộ Chính trị Việt Nam từ năm 1941 đến 1986 và sau này kế nhiệm Lê Duẩn làm Tổng Bí thư Đảng Cộng sản Việt Nam.

### Quân đội
- Võ Nguyên Giáp là Đại tướng, Tổng Tư lệnh Quân đội Nhân dân Việt Nam và là một trong những nhà lãnh đạo quân sự nổi bật nhất trong chiến tranh.
- Văn Tiến Dũng là một tướng quân Việt Nam trong Quân đội Nhân dân Việt Nam, Tham mưu trưởng QDNDVN (1954–1974); Tổng tư lệnh QDNDVN (1974–1980); và Bộ trưởng Quốc phòng Việt Nam Cộng hòa xã hội chủ nghĩa (1980–1986).
- Hoàng Văn Thái là Bộ Tổng tham mưu thành lập Quân đội Quốc gia, sau khi giữ chức Tổng Tham mưu trưởng đầu tiên của Quân đội Nhân dân Việt Nam.
- Nguyễn Hữu An là một tướng lĩnh trong Quân đội Nhân dân Việt Nam, Tư lệnh Quân đoàn 2.
- Lê Trọng Tấn là một tướng lĩnh và nhân vật chủ chốt của Quân đội Nhân dân Việt Nam, ông là phó chỉ huy của Việt Cộng và giữ các chỉ huy cao cấp trong Chiến Dịch Xuân Hè (1972) và chiến dịch Hồ Chí Minh.
- Hoàng Minh Thảo là thượng tướng, một nhà lý luận và quân sự của Quân đội Nhân dân Việt Nam và là cố vấn cho Mặt trận Dân tộc Giải phóng miền Nam Việt Nam

### Mặt trận Dân tộc Giải phóng miền Nam Việt Nam
- Nguyễn Hữu Thọ là Chủ tịch Mặt trận Dân tộc Giải phóng miền Nam Việt Nam.
- Trần Văn Trà là một trong những chỉ huy hàng đầu của Mặt trận Dân tộc Giải phóng miền Nam Việt Nam và là thành viên của Ủy ban Trung ương Đảng Lao Động.
- Trần Độ là phó tư lệnh.
- Nguyễn Văn Linh là một nhà lãnh đạo chính trị của Mặt trận Dân tộc Giải phóng miền Nam Việt Nam trong Chiến tranh Việt Nam, từng là bí thư đảng ủy Nam Việt Nam cho Đảng Cộng sản Việt Nam.
- Võ Chí Công là một nhân vật chính trị Cộng sản Việt Nam, là một trong những thành viên sáng lập của Mặt trận Dân tộc Giải phóng miền Nam Việt Nam.
- Huỳnh Tấn Phát, Chủ tịch Chính phủ Cách mạng lâm thời Cộng hòa miền Nam Việt Nam từ 1969 đến 1976.

### Pathet Lào
- Souphanouvong là nhà lãnh đạo đứng đầu của Đảng Cách mạng Nhân dân Lào, và sau khi giành được quyền lực thành công vào năm 1975, ông trở thành Chủ tịch đầu tiên của Cộng hòa Dân chủ Nhân dân Lào.
- Phoumi Vongvichit là một nhân vật hàng đầu của Pathet Lào và một chính khách cao tuổi của Cộng hòa Dân chủ Nhân dân Lào.
- Kaysone Phomvihane là người đứng đầu của Đảng Nhân dân Cách mạng Lào từ năm 1955 đến khi qua đời năm 1992, là Thủ tướng và sau đó là Chủ tịch.
- Khamtai Siphandon là chỉ huy quân sự của Pathet Lào và Bộ trưởng Quốc phòng sau khi tiếp quản trước khi kế nhiệm Kaysone Phomvihane.

### Khmer Đỏ
- Pol Pot là người lãnh đạo phong trào cộng sản Campuchia được gọi là Khmer Đỏ.
- Khieu Samphan là người đứng đầu Quân Cách mạng Campuchia, lực lượng vũ trang Khmer Đỏ.

### Trung Quốc
- Mao Trạch Đông là lãnh đạo Cộng hòa Nhân dân Trung Hoa từ năm 1949 cho đến khi ông qua đời năm 1976.

### Liên Xô
- Nikita Khrushchev là lãnh đạo của Liên Xô từ năm 1953 đến 1964. Ông lãnh đạo Liên Xô khi John F. Kennedy là tổng thống Hoa Kỳ.
- Leonid Brezhnev là lãnh đạo của Liên Xô từ năm 1964 cho đến khi ông qua đời năm 1982. Ông là lãnh đạo Liên Xô khi Lyndon B. Johnson làm tổng thống Mỹ.
- Rodion Malinovsky là Nguyên soái Liên Xô và Bộ trưởng Bộ Quốc phòng Liên Xô năm 1957–1967.
- Andrei Grechko là Nguyên soái, Bộ Quốc phòng Liên Xô năm 1967.
- Anatoliy Hiuppinen là trưởng nhóm sĩ quan cố vấn Liên Xô tại Việt Nam.

### Triều Tiên
- Kim Il-sung là lãnh đạo của Bắc Triều Tiên từ năm 1948 cho đến khi ông qua đời năm 1994.

## Lực lượngchống Cộng

### Việt Nam Cộng Hòa

#### Chính trị
- Ngô Đình Diệm là Tổng thống nền Đệ Nhất Cộng hòa Việt Nam từ năm 1955 cho đến khi bị ám sát năm 1963.
- Ngô Đình Nhu là em trai của Ngô Đình Diệm và là cố vấn chính trị của Đệ Nhất Cộng hòa Việt Nam.
- Nguyễn Khánh là người giữ chức vụ Quốc trưởng và Thủ tướng Việt Nam Cộng hòa, chủ tịch Hội đồng Quân nhân Cách mạng từ năm 1964 đến năm 1965.
- Nguyễn Văn Thiệu là Tổng thống nền Đệ Nhị Cộng hòa Việt Nam từ 1967 đến 1975.
- Nguyễn Cao Kỳ là Thủ tướng Việt Nam Cộng hòa từ năm 1965 đến năm 1967 và là Phó Tổng thống từ năm 1967 đến 1971.
- Trần Văn Hương là Thủ tướng Việt Nam Cộng hòa (1964-1965 và 1968-1969) và là Phó Tổng thống từ năm 1971 đến 21 tháng 4 năm 1975, là Tổng thống Việt Nam Cộng hòa trong vòng 7 ngày.
- Dương Văn Minh là Quốc trưởng Việt Nam Cộng hòa (1963-1964) và là Tổng thống cuối cùng của Việt Nam Cộng hòa.

#### Quân đội
- Hoàng Xuân Lãm là một tướng trong Quân đội Việt Nam Cộng hòa, Tư lệnh Quân đoàn I.
- Lê Nguyên Khang là Tư lệnh Quân đoàn Thủy quân Việt Nam Cộng hòa.
- Ngô Quang Trưởng là một trung tướng và chỉ huy của Quân đoàn I.

### Hoa Kỳ

#### Chính trị
- Dwight D. Eisenhower là Tổng thống thứ 34 của Hoa Kỳ từ 1953 đến 1961.
- John F. Kennedy là Tổng thống thứ 35 của Hoa Kỳ từ năm 1961 cho đến khi ông qua đời do bị ám sát năm 1963.
- Lyndon B. Johnson là Tổng thống thứ 36 của Hoa Kỳ từ năm 1963 đến 1969.
- Richard Nixon là Tổng thống thứ 37 của Hoa Kỳ từ năm 1969 cho đến khi ông từ chức năm 1974.
- Gerald Ford là tổng thống thứ 38 của Hoa Kỳ từ năm 1974 đến 1977.
- Robert McNamara là Bộ trưởng Quốc phòng thứ 8, phục vụ dưới thời Tổng thống John F. Kennedy và Lyndon B. Johnson từ năm 1961 đến năm 1968.
- Clark Clifford là Bộ trưởng Quốc phòng thứ 9, phục vụ dưới thời Tổng thống Lyndon B. Johnson từ năm 1968 đến 1969.
- Melvin R. Laird là Bộ trưởng Quốc phòng thứ 10, phục vụ dưới thời Tổng thống Richard Nixon từ năm 1969 đến năm 1973.
- James R. Schlesinger là Bộ trưởng Quốc phòng thứ 12, phục vụ dưới thời Tổng thống Richard Nixon và Gerald Ford từ năm 1973 đến 1975.
- Henry Kissinger là Cố vấn An ninh Quốc gia thứ 8 và Bộ trưởng Ngoại giao thứ 56, phục vụ dưới thời Tổng thống Richard Nixon và Gerald Ford từ năm 1969 đến 1977.

#### Quân đội
- Earle Wheeler là một Tướng quân đội Hoa Kỳ, từng là Chủ tịch Hội đồng Tham mưu trưởng Liên quân từ năm 1964 đến 1970.
- Thomas Hinman Moorer là đô đốc Hoa Kỳ, từng là Chủ tịch Hội đồng Tham mưu trưởng Liên quân từ năm 1970 đến 1974.
- William Westmoreland là 1 Tướng Mỹ chỉ huy các hoạt động quân sự của Mỹ trong Chiến tranh Việt Nam từ 1964 đến 1968.
- Creighton Abrams là một tướng Mỹ chỉ huy các hoạt động quân sự của Mỹ trong Chiến tranh Việt Nam từ năm 1968 đến năm 1972.
- Frederick C. Weyand là một tướng quân đội Hoa Kỳ, là chỉ huy cuối cùng của các hoạt động quân sự của Mỹ trong Chiến tranh Việt Nam từ năm 1972 đến năm 1973.
- Elmo Zumwalt là một sĩ quan hải quân Mỹ và chỉ huy lực lượng hải quân Mỹ tại Việt Nam.
- William W. Momyer là chỉ huy của Bộ tư lệnh không quân chiến thuật của Không quân Hoa Kỳ và là chỉ huy của Không quân 7.
- John S. McCain, Jr. là đô đốc người Mỹ và Tổng tư lệnh Bộ Tư lệnh Thái Bình Dương.
- George Stephen Morrison là Đô đốc Hải quân Hoa Kỳ trong Bộ Tư lệnh trong sự kiện Vịnh Bắc Bộ, đã leo thang sự can dự của Hoa Kỳ vào Việt Nam.

### Hàn Quốc
- Park Chung-hee là Tổng thống Hàn Quốc từ năm 1963 cho đến khi bị ám sát vào năm 1979.
- Chae Myung-shin là Tư lệnh quân đội Hàn Quốc tham chiến tại Nam Việt Nam từ năm 1965 đến năm 1969.
- Lee Se-ho là Tư lệnh quân đội Hàn Quốc tham chiến tại Nam Việt Nam từ năm 1969 đến năm 1973.

### Úc
- Robert Menzies là Thủ tướng Úc từ năm 1949 đến 1966.
- Harold Holt là Thủ tướng Úc từ năm 1966 đến 1967.
- John Gorton là Thủ tướng Úc từ năm 1968 đến 1971.
- Gough Whitlam là Thủ tướng Úc từ năm 1972 đến năm 1975.
- Frederick Scherger là Đại tướng không quân và Chủ tịch Tham mưu trưởng từ năm 1961 đến 1966.
- Reginald Pollard (Trung tướng) là Tổng tư lệnh quân đội từ năm 1960 đến 1963.
- Ted Serong là một sĩ quan cao cấp của Quân đội Úc và là chỉ huy của Đội Huấn luyện Quân đội Úc Việt Nam từ năm 1962 đến năm 1965.
- Donald Dunstan là một sĩ quan quân đội Úc, từng là chỉ huy của lực lượng Úc tại Việt Nam năm 1971 và 1972.

### New Zealand
- Keith Holyoake là Thủ tướng của New Zealand từ năm 1960 đến năm 1972.
- Jack Marshall là Thủ tướng của New Zealand năm 1972.
- Norman Kirk là Thủ tướng của New Zealand từ năm 1972 đến 1974.

### Philippines
- Ferdinand Marcos là Tổng thống Philippines từ năm 1965 đến 1986.

### Đài Loan
- Tưởng Giới Thạch là Tổng thống nước Trung Hoa Dân Quốc từ năm 1948 đến 1975

### Thái Lan
- Sarit Thanarat là thủ tướng của Thái Lan từ năm 1958 đến 1963. Trong những năm ông làm thủ tướng, ông chống lại cộng sản Pathet Lào du kích ở các nước láng giềng Vương quốc Lào.
- Thanom Kittikachorn là thủ tướng của Thái Lan từ 1963 đến 1973 và Chánh văn phòng Lực lượng Vũ trang Hoàng gia Thái Lan từ 1967 đến 1972.
- Praphas Charusathien Tham mưu trưởng Quân đội Hoàng gia Thái Lan từ năm 1964 đến năm 1973

### Cộng hòa Khmer
- Lon Nol là Thủ tướng Campuchia từ năm 1966 đến 1967 và năm 1969 đến năm 1972, và sau đó ông là Tổng thống cho đến năm 1975.
- Sosthene Fernandez là tổng chỉ huy của Lực lượng Vũ trang Quốc gia Khmer của Cộng hòa Khmer Lon Nol.

### Vương quốc Lào
- Souvanna Phouma là hoàng tử của Lào và là một nhân vật chính trị.
- Vang Pao là một tướng lĩnh lớn trong Quân đội Hoàng gia Lào và là chỉ huy của lực lượng du kích người Mông có ảnh hưởng lớn đến cuộc chiến.

### Tây Ban Nha
- Francisco Franco là Caudillo của Tây Ban Nha từ 1939 đến 1975.